# Струговщиков, Ассон Петрович
Ассон (Ясон) Петрович Струговщиков (1756—1793) — секунд-майор (1791), московский купец 1-й гильдии (1777) из рода Струговщиковых.

## Биография
Родился в 1756 году в семье Пётра Петровича Струговщикова (28.09.1724—09.05.1769), который вскоре после рождения сына стал владельцем суконной мануфактуры. 
Продолжал дело отца, 12 сентября 1782 года купил шелковую фабрику (с приписными к ней крепостными людьми) в Москве, на Посольском дворе, у полковника Ивана Андреевича Евреинова. В 1788 году выбыл из купечества в военную службу, имел чин секунд-майора (1791). Также был владельцем первого частного литейного производства, организованного ещё Моториными. Жил в Москве, на Сыромятнической улице, в своем доме (1793).
Предложил Потемкину построить в Херсоне завод по литью пушек для флота. В апреле 1790 года Потемкин подписал с ним контракт на постройку данного завода. Замысел купца-майора заключался в том, что Струговщиков за свои средства строит завод и в течение трёх лет обязуется переплавить 100 тысяч пудов (1638 тонн) меди на орудия.
По истечении срока завод должен был перейти в собственность государства. Для компенсации расходов на строительство завода и получения прибыли купец поставил условие: казне возвращается 65,5 % меди в виде орудий, остальная часть идет ему. Из доклада вице-адмирала Н. С. Мордвинова адмиралтейской коллегии об основании и работе литейного пушечного завода в Херсоне 13 ноября 1794 года:

Прошедшего 1790 г. апреля 17 дня секунд-майор Ассон Струговщиков… обязался соорудить собственным своим коштом литейный пушечный завод в Херсоне, и из 100 000 пуд. казенной меди, в течение трех лет, делать на оном орудия разных калибров, с тем условием, дабы ему от каждых 40 фунтов на угар по 10, да за работу и на всякие при деле издержки по 5 фунтов дано было; прочие же 25 фунтов в вылитых годных орудиях обращать в казну…

На сем основании в число означенного казенного материала получил он в разные времена меди 93 562 пуда 3 фунта, из которого количества, за исключением принадлежащей ему по контракту пропорции, отлито на том заводе и в казну отдано в годных военных орудиях 58 476 пуда и 14 фунтов… Прим. (431 медная пушка)
Умер между сентябрем 1793 и январем 1794 года.

## Семья
Женился 12 февраля 1777 года на Наталье Ивановне Ратковой (1760–31.01.1795), дочери московского купца I-й гильдии Ивана Аверкиевича Раткова (Ратькова) (1727—1771) и его жены Евдокии Марковны (1729—1771). Их дети:
- Анна (28.12.1777—1785)
- Мария (22.03.1779—25.10.1839); её муж Фёдор Ермолаевич Секретарёв (1775—02.09.1842), камердинер двора Ея И.В. (1795), коллежский асессор
- Пётр (10.02.1781—?)
- Елизавета (01.06.1784—29.07.1784)
- Иван (1787—?)
- Сергей (05.07.1788—07.11.1815), прапорщик
- Евдокия (15.03.1790—?)
- Павел (02.06.1792—?)